# Buisan
Buisan és un poble aragonès del municipi de Fanlo, a la comarca del Sobrarb, província d'Osca.
En l'actualitat Buisan es troba semi-despoblat, a conseqüència de l'emigració cap a les ciutats que va tenir lloc durant la segona meitat del segle xx. Fins a la dècada dels 1940 no hi havia cap carretera que hi arribés i això va fer que es mantingués aïllat de nuclis urbans relativament propers.

## Economia

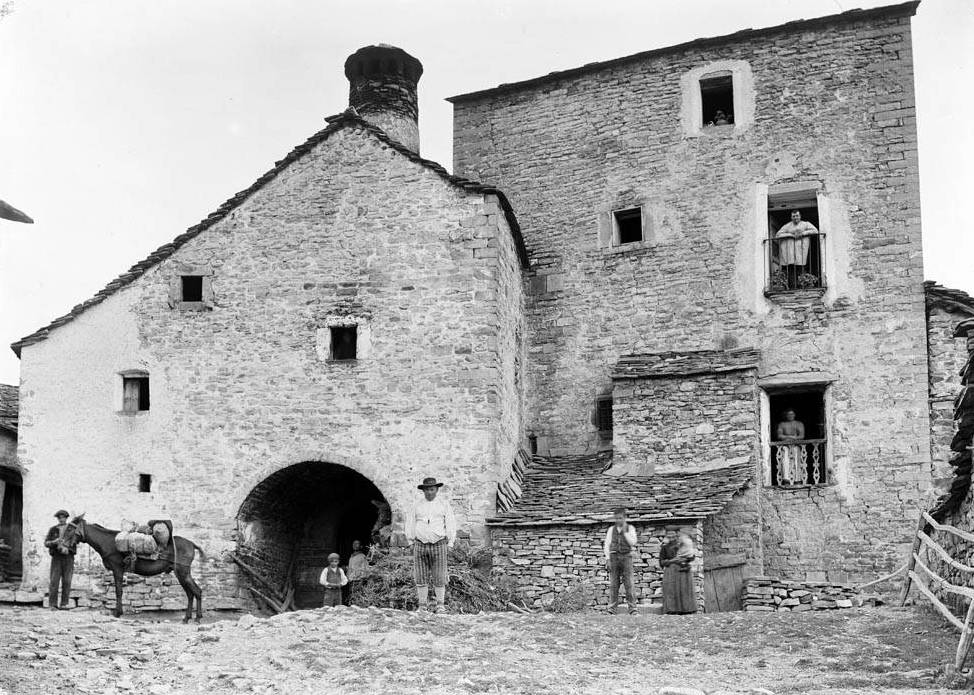
Casa de la Torre, a Buisan, al 1910

Els habitants de Buisan han viscut durant segles de l'agricultura i, sobretot, de la ramaderia, amb camps de pastura que arriben fins al refugi de Gòriz. Els pastors portaven de forma col·lectiva els ramats dels dos quinyons en què es divideix la Vall de Vió. El de dalt (Quinyón d'Alto) incloïa els ramats de Fanlo, Buisan i l'actualment deshabitat Ceresuela i pasturava al camp de la Solana de Fanlo. El de baix (Quinyón d'Abaxo) incloïa els rebanys de Nerin, Sercué, Yeba, Buerba, Vio i Gallisué, i pasturava al camp de A Estiva. Administrativament tots aquests pobles pertanyen ara al municipi de Fanlo.

## Llengua
Des d'una perspectiva lingüística Buisan es troba al territori històric de l'aragonès de la Vall de Vio. S'emmarca dins el bloc dialectal central de l'aragonès i es tracta d'una de les primeres varietats aragoneses en ser descrites, l'any 1899 pel filòleg francès Jean-Joseph Saroïhandy. Estudis més recents d'especialistes com Chabier Tomás, Chusé Raúl Usón i Artur Quintana i Font mostren l'estat de degradació en què s'ha sumit la parla local d'aquestes valls durant les darreres dècades.

## Turisme
Situat al Parc Nacional d'Ordesa i Mont Perdut, Buisan presenta vistes panoràmiques tant del Mont Perdut com de la Penya Montanyesa, així com del bosc de la Pardina de Ballarin o del Senyor, un dels més bonics d'Espanya a la tardor. A més, juntament amb altres nuclis de Fanlo i la Vall de Vio, Buisan forma part de la variant 15.1 (San Urbici - Vio - Buerba - Buisan) del sender de gran recorregut GR 15, conegut com a sender prepirenaic. D'altra banda, Buisan té una església romànica construïda a finals del segle xii i dedicada a Sant Joan Baptista. Aquesta església des de 2003 està parcialment derruïda.

## Festes
- 5 de setembre, Festa Major de Sant Julià
- 15 de setembre, romeria a l'ermita de Sant Urbici